# 레이 아라나
레이 아라나(Ray Aranha, 1939년 5월 1일 ~ 2011년 10월 9일)는 미국의 배우, 연극 배우, 텔레비전 배우, 무대 연출가이다.
마이애미에서 태어났으며 스탬퍼드에서 사망하였다.

## 영화
- 러브 인 맨하탄 (2002년)
- 에드 (2000년)
- 달빛 상자 (1996년)
- 시티 홀 (1996년)
- 데드 맨 워킹 (1995년)
- 지하 조직 (1994년) - 브루포드 제이미슨 시니어 역
- 꿈꾸는 도시 (1991년)
- 법과 질서 (1990년)